# Shinobu Sekine
Shinobu Sekine (jap. 関根 忍 Sekine Shinobu; ur. 20 września 1943 w Ōarai, zm. 18 grudnia 2018 w Tokio) – japoński judoka. Złoty medalista olimpijski z Monachium 1972, w wadze średniej.
Brązowy medalista mistrzostw świata w 1971. Wygrał mistrzostwa Azji w 1966 roku.

## Letnie Igrzyska Olimpijskie 1972
| Konkurencja | Eliminacje               | Eliminacje           | Eliminacje              | Eliminacje           | Repasaże             | Finały              | Finały               | Klas. końcowa |
| Konkurencja | Przeciwnik I             | Przeciwnik II        | Przeciwnik III          | Przeciwnik IV        | Przeciwnik I         | Półfinał            | Finał                | Miejsce       |
| ----------- | ------------------------ | -------------------- | ----------------------- | -------------------- | -------------------- | ------------------- | -------------------- | ------------- |
| 80 kg       | Orlando Ferreira (POR) Z | László Ipacs (HUN) Z | Rick Littlewood (NZL) Z | Oh Seung-lip (KOR) P | Lutz Lischka (AUT) Z | Brian Jacks (GBR) Z | Oh Seung-lip (KOR) Z | 1.            |